# ケープタウン・インターナショナル・ジャズ・フェスティバル
ケープタウン・インターナショナル・ジャズ・フェスティバル（Cape Town International Jazz Festival）は、南アフリカ共和国ケープタウンで毎年開催される音楽祭。初めは2000年から2005年に開催され、世界で4番目に大きなジャズ・フェスティバルにして、アフリカ大陸で最大のジャズ・フェスティバルと認識されるようになっていった。このフェスティバルは、オランダのノース・シー・ジャズ・フェスティバルと関連があるため、「ケープタウン・ノース・シー・ジャズ・フェスティバル」と呼ばれていた。

## 歴史
ケープタウン・インターナショナル・ジャズ・フェスティバルは、ノース・シー・ジャズ・フェスティバルの一環として2000年に開始された。これは、「espAfrika」(南アフリカのイベント管理会社) と、オランダのノース・シー・ジャズ・フェスティバルの創設者である「Mojo Concerts BV」とのパートナーシップの結果として生まれた取り決めの一部であった。南アフリカで4か所同時開催のジャズ・フェスティバルが開催されたのはこれが初めてのことだった。このフェスティバルは、2005年までノース・シー・ジャズ・フェスティバルとして毎年開催されていた。その後、2005年以降、パートナーシップが破綻したため、フェスティバルはケープタウン・インターナショナル・ジャズ・フェスティバルに改名された。フェスティバルは2000年の最初の開始以来、成長を続けており、その結果、出席者も2000年の14,000人のコンサート参加者から、2013年には34,000人のコンサート参加者に増加した。開始から2003年まで、このイベントはグッド・ホープ・センターで開催されていたが、規模が大きくなりすぎたため、2004年からケープタウン・インターナショナル・コンベンション・センターで開催されている。

### 訴訟
2000年、ノース・シー・ジャズ・フェスティバルが南アフリカのケープタウンで初めて開催された。2000年から2005年まで、「espAfrika」と「Mojo Concerts」の間の契約の一環として、フェスティバルはノース・シー・ジャズ・フェスティバルとして売り出された。その計画では、「Mojo Concerts」のために世界クラスのアフリカン・ジャズ・フェスティバルに必要なインフラを提供するというものだったが、すぐに「Mojo Concerts」は「espAfrika」を訴えた。彼らは「espAfrika」の清算を申請し、5年間の契約で発生した 500,000ユーロの負債を統合した。2005年4月26日、法廷外で和解が成立し、債務が整理され、「espAfrika」は現在「ケープタウン・インターナショナル・ジャズ・フェスティバル」という名前でフェスティバルを継続することができている。

### 過去のフェスティバル
フェスティバルの2007年版は、当時のケープタウン市長ヘレン・ツィレによりお墨付きを得た。フェスティバルの2010年版は、西ケープ州のGDPに、7億4000万ランドをもたらした。ショーごとに25ランドの追加料金で、音楽愛好家は、よりリラックスしたアコースティック・ジャズ・ミュージックをフィーチャーした「ロージーズ・ステージ (Rosies Stage)」にアクセスできる。毎年、メイン・イベントの直前には、選抜されたパフォーマーによる無料の野外コンサートがグリーンマーケット・スクエアで開催される。
| 年毎のケープタウン・インターナショナル・ジャズ・フェスティバル | 年毎のケープタウン・インターナショナル・ジャズ・フェスティバル | 年毎のケープタウン・インターナショナル・ジャズ・フェスティバル | 年毎のケープタウン・インターナショナル・ジャズ・フェスティバル | 年毎のケープタウン・インターナショナル・ジャズ・フェスティバル |
| 開催年                                                         | 開催日                                                         | 開催場所                                                       | 参加パフォーマー |                                                                |
| -------------------------------------------------------------- | -------------------------------------------------------------- | -------------------------------------------------------------- | --- | -------------------------------------------------------------- |
| 2000                                                           | 3月31日、4月1日                                                | グッド・ホープ・センター                                       | ハービー・ハンコック、ユッスー・ンドゥール、コートニー・パイン、モーゼス・タイワ・モレレクワ、ヒュー・マセケラ、ブシ・ムロンゴ、インターゾーン                                                           |                                                                |
| 2001                                                           | 3月30日、31日                                                  | グッド・ホープ・センター                                       | マーカス・ミラー、マル・ウォルドロン、スーコ103、シボンギレ・クマロ、ドン・レイク、アースワークス |                                                                |
| 2002                                                           | 3月30日、31日                                                  | グッド・ホープ・センター                                       | スパイロ・ジャイラ、アーマッド・ジャマル、トゥーツ・シールマンス、アンディ・ナレル、タワー・オブ・パワー、ルイス・ムランガ、ジュディス・セフマ、マッコイ・ムルバタ                                       |                                                                |
| 2003                                                           | 3月28日、29日                                                  | グッド・ホープ・センター                                       | デオダート、アイザック・ヘイズ、オシビサ、アンドレアス・フォーレンヴァイダー、ジョナス・グワングワ、インディア・アリー、アーチー・シェップ、ピーセズ・オブ・ア・ドリーム、モーゼス・クマロ、フロエトリー |                                                                |
| 2004                                                           | 4月10日、11日                                                  | ケープタウン・インターナショナル・コンベンション・センター     | スタンリー・クラーク、ミリアム・マケバ、カサンドラ・ウィルソン、アブドゥーラ・イブラヒム |                                                                |
| 2005                                                           | 3月30日、31日                                                  | ケープタウン・インターナショナル・コンベンション・センター     | 340ml、セザリア・エヴォラ、ボボ・ステンソン、ダファー・ヨーゼフ、トランスグローバル・アンダーグラウンド、デイヴ・ホランド                                                                                |                                                                |
| 2006                                                           | 3月31日、4月1日                                                | ケープタウン・インターナショナル・コンベンション・センター     | ミリアム・マケバ、チューチョ・バルデース、フレディ・コール、ルイ・ヴェガ、シポ・マブセ、ポール・ハンマー                                                                                                 |                                                                |
| 2007                                                           | 3月30日、31日                                                  | ケープタウン・インターナショナル・コンベンション・センター     | アヴェレイジ・ホワイト・バンド、ジノ・ヴァネリ、リーラ・ジェイムス、ザ・ストーナー、サスキア・ラルー、ヒップ・ホップ・パンツラ                                                                           |                                                                |
| 2008                                                           | 3月28日、29日                                                  | ケープタウン・インターナショナル・コンベンション・センター     | アナンダ・プロジェクト、ジェラルド・アルブライト、ケニー・バロン・トリオ、オリヴァー・ムトゥクジ、ナジー、マンハッタンズ、ゾラ                                                                           |                                                                |
| 2009                                                           | 4月3日、4日                                                    | ケープタウン・インターナショナル・コンベンション・センター     | モス・デフ、340ml、ヒュー・マセケラ、フレッシュリーグラウンド、ダイアン・リーヴス、メイシオ・パーカー、ピーター・ホワイト                                                                                |                                                                |
| 2010                                                           | 4月3日、4日                                                    | ケープタウン・インターナショナル・コンベンション・センター     | BLK JKS、リック・ブラウン、ヴーシー・マーラセラ、TKZee、リチャード・エリオット、ラシェル・フェレル |                                                                |
| 2011                                                           | 3月25日、26日                                                  | ケープタウン・インターナショナル・コンベンション・センター     | アル・ディ・メオラ、アンジー・ストーン、ヒュー・マセケラ、ミリアム・マケバ、ハービー・ハンコック、エリカ・バドゥ                                                                                         |                                                                |
| 2012                                                           | 3月30日、31日                                                  | ケープタウン・インターナショナル・コンベンション・センター     | ローリン・ヒル、マイク・スターン、ジェームス・イングラム、ザハラ、デイヴ・コーズ、ジーン・グレー、グッドラック、レニー・ホワイト、ドナルド・ハリソン、ロン・カーター                                     |                                                                |
| 2013                                                           | 4月5日、6日                                                    | ケープタウン・インターナショナル・コンベンション・センター     | ラヴィ・コルトレーン、スティーヴ・トゥーレ、マフィキゾロ、ロバート・グラスパー、マット・ギャリソン、ブエナ・ビスタ・ソシアル・クラブ                                                                     |                                                                |
| 2014                                                           | 3月28日、29日                                                  | ケープタウン・インターナショナル・コンベンション・センター     | カーク・ウェイラム、エリカ・バドゥ、レイラ・ハサウェイ、Mi Casa、ブラック・コーヒー、スナーキー・パピー                                                                                                  |                                                                |
| 2015                                                           | 3月27日、28日                                                  | ケープタウン・インターナショナル・コンベンション・センター     | バーシア、イヴォンヌ・チャカ・チャカ、サンダーキャット、アメル・ラリュー、リンゴ・マドリンゴジ |                                                                |
| 2016                                                           | 4月1日、2日                                                    | ケープタウン・インターナショナル・コンベンション・センター     | アンジー・ストーン、カサンドラ・ウィルソン、バッドバッドノットグッド、SWV、リズ・ライト |                                                                |
| 2017                                                           | 3月31日、4月1日                                                | ケープタウン・インターナショナル・コンベンション・センター     | アン・ヴォーグ、グレッチェン・パーラト、ジュディス・セフマ、ソウェト・ストリング・カルテット、ディゲブル・プラネッツ                                                                                     |                                                                |